# Žalany
Žalany jsou obec v okrese Teplice v Ústeckém kraji. Žije v ní 505 obyvatel.

## Historie
První písemná zmínka o obci pochází z roku 1400.

## Obyvatelstvo
|                                                                     | 1869 | 1880 | 1890 | 1900 | 1910 | 1921 | 1930 | 1950 | 1961 | 1970 | 1980 | 1991 | 2001 | 2011 |
| ------------------------------------------------------------------- | ---- | ---- | ---- | ---- | ---- | ---- | ---- | ---- | ---- | ---- | ---- | ---- | ---- | ---- |
| Obyvatelé                                                           | 450  | 506  | 512  | 554  | 679  | 724  | 783  | 512  | 500  | 432  | 425  | 377  | 397  | 436  |
| Domy                                                                | 67   | 79   | 87   | 96   | 93   | 111  | 134  | 145  | 168  | 113  | 119  | 126  | 137  | 136  |
| Data z roku 1961 zahrnují i domy z místních částí Černčice a Lelov. |      |      |      |      |      |      |      |      |      |      |      |      |      |      |

## Části obce
- Žalany
- Černčice
- Lelov

## Doprava
Územím obce vede silnice I/8 a lokální železniční trať Lovosice–Teplice se zastávkami Žalany a Žalany zastávka. Osobní vlaky jezdí v dvouhodinovém intervalu.

## Pamětihodnosti
- Kaple ve vesnici nad silnicí do Bořislavi. V průčelní věžičce je litinový zvon s velmi úzkým krkem.
- Kaple svatého Fabiána a Šebestiána. Mohutná kaple s čtverhrannou průčelní věžičkou bez zvonu, postavená na počátku 19. století, stojí na návsi v obci.
- Sloup se sochou Ecce homo

## Rodáci
- Havel Žalanský-Phaëthon (1567–1621), duchovní

## Fotogalerie

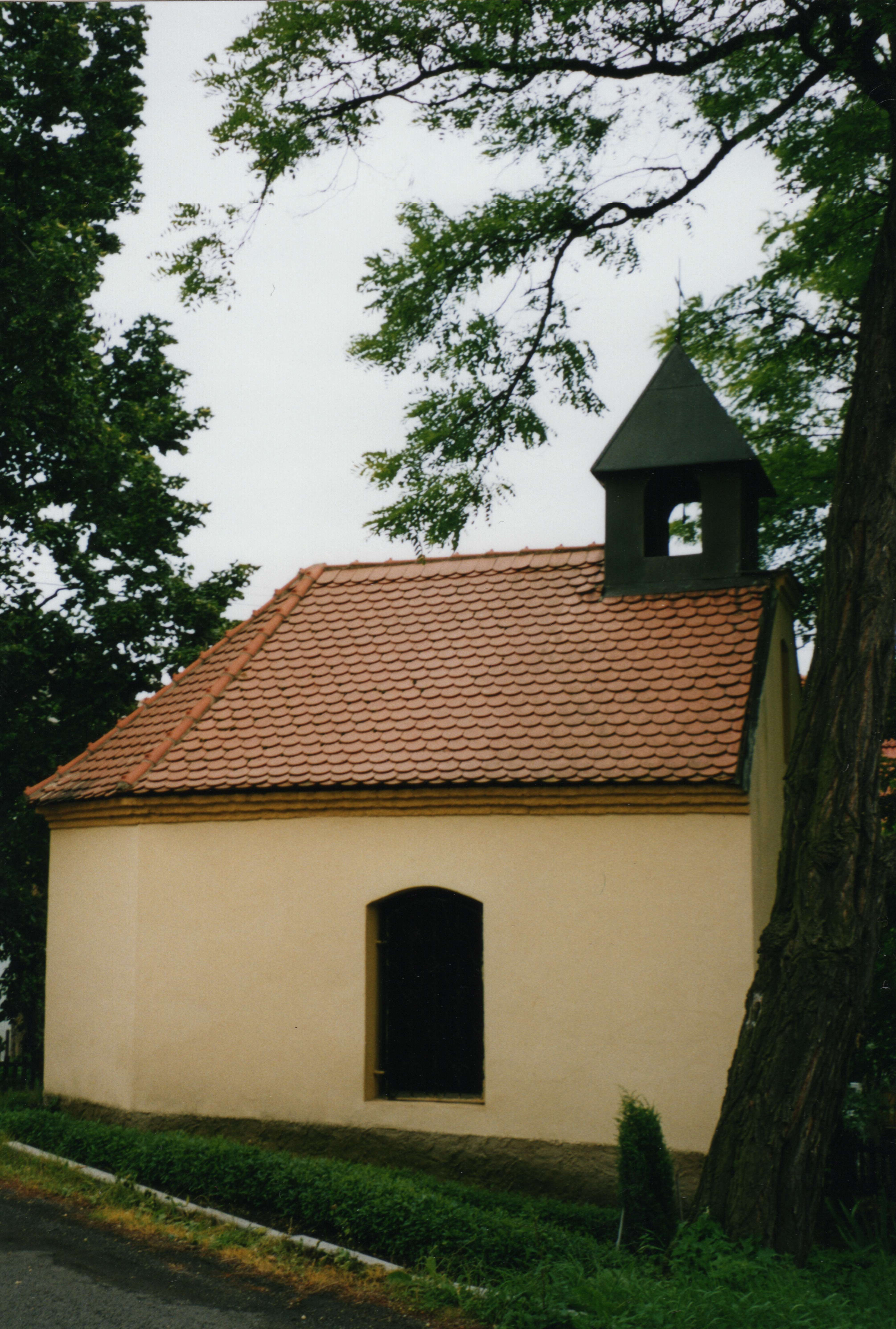
Kaple v Černčicích
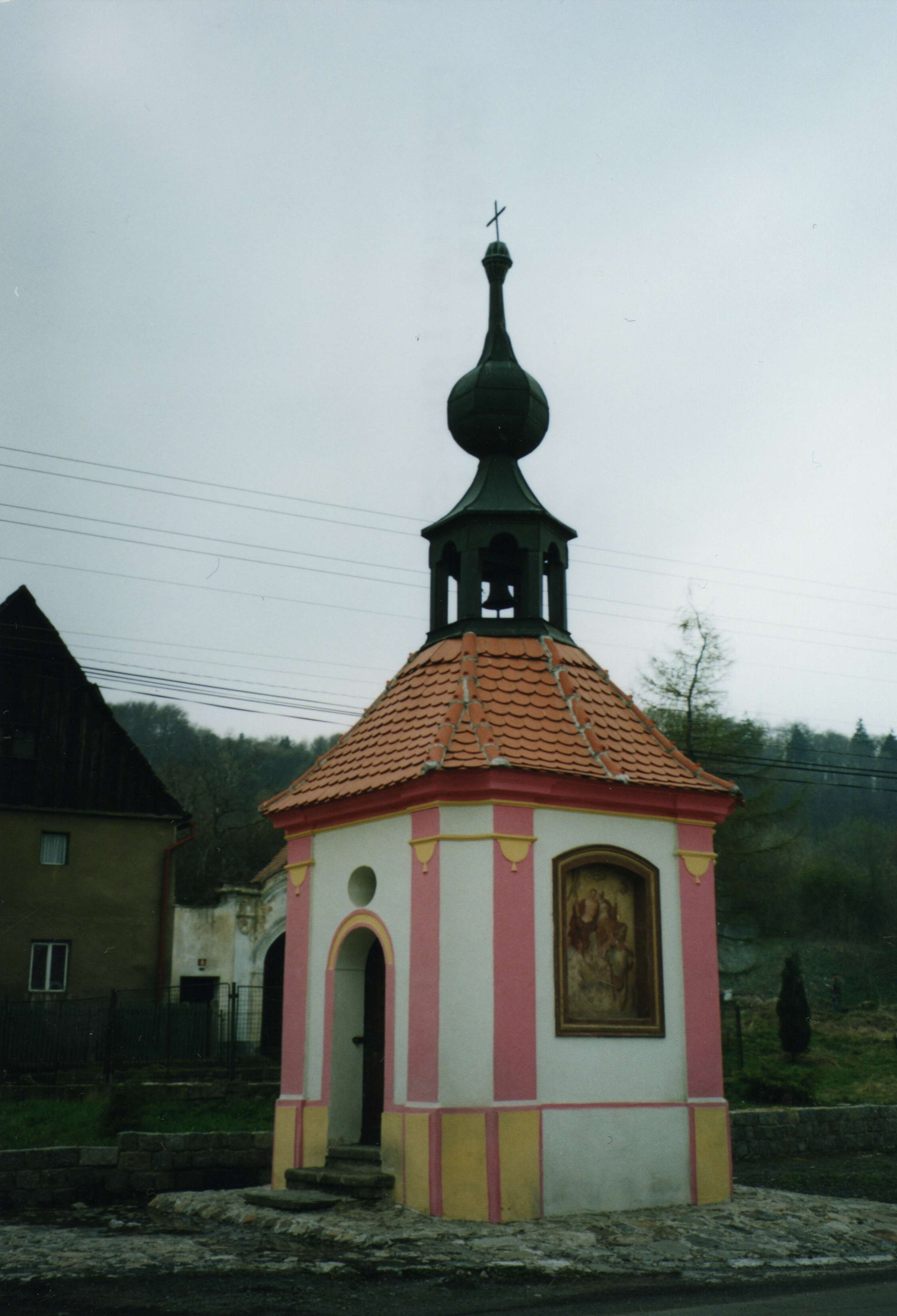
Kaple sv. Antonína v Lelově
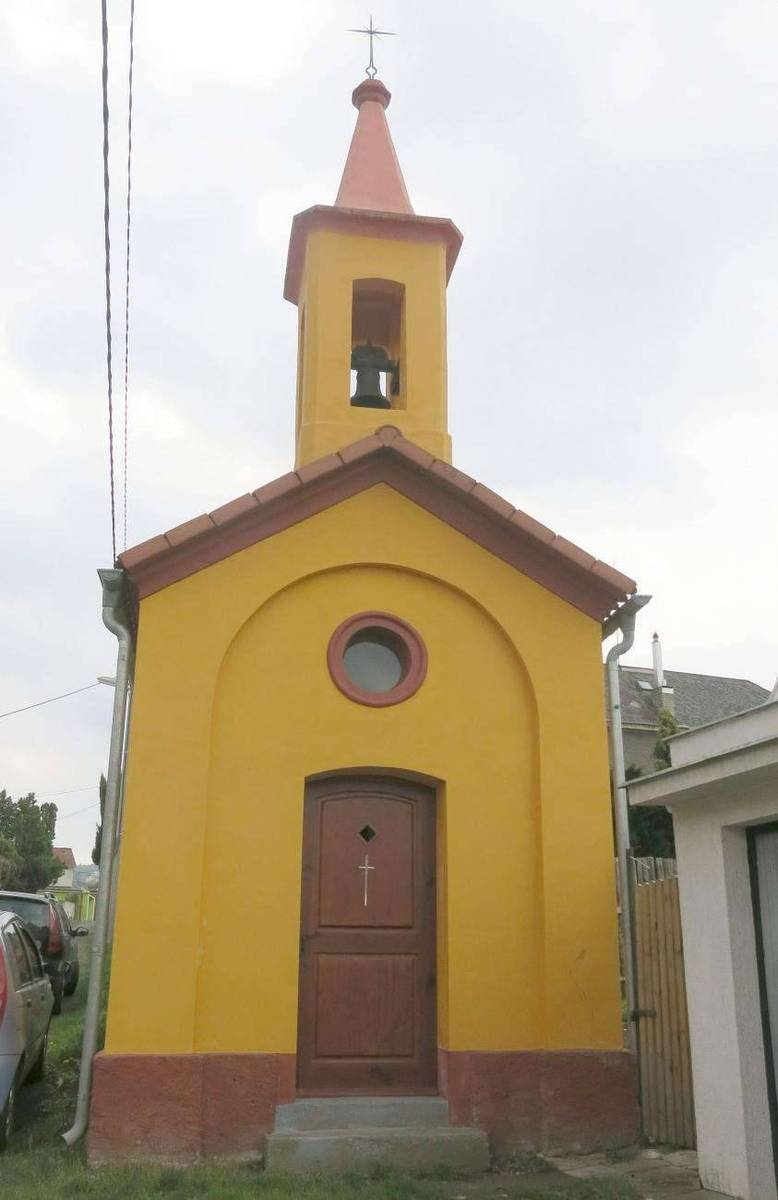
Kaple v Žalanech
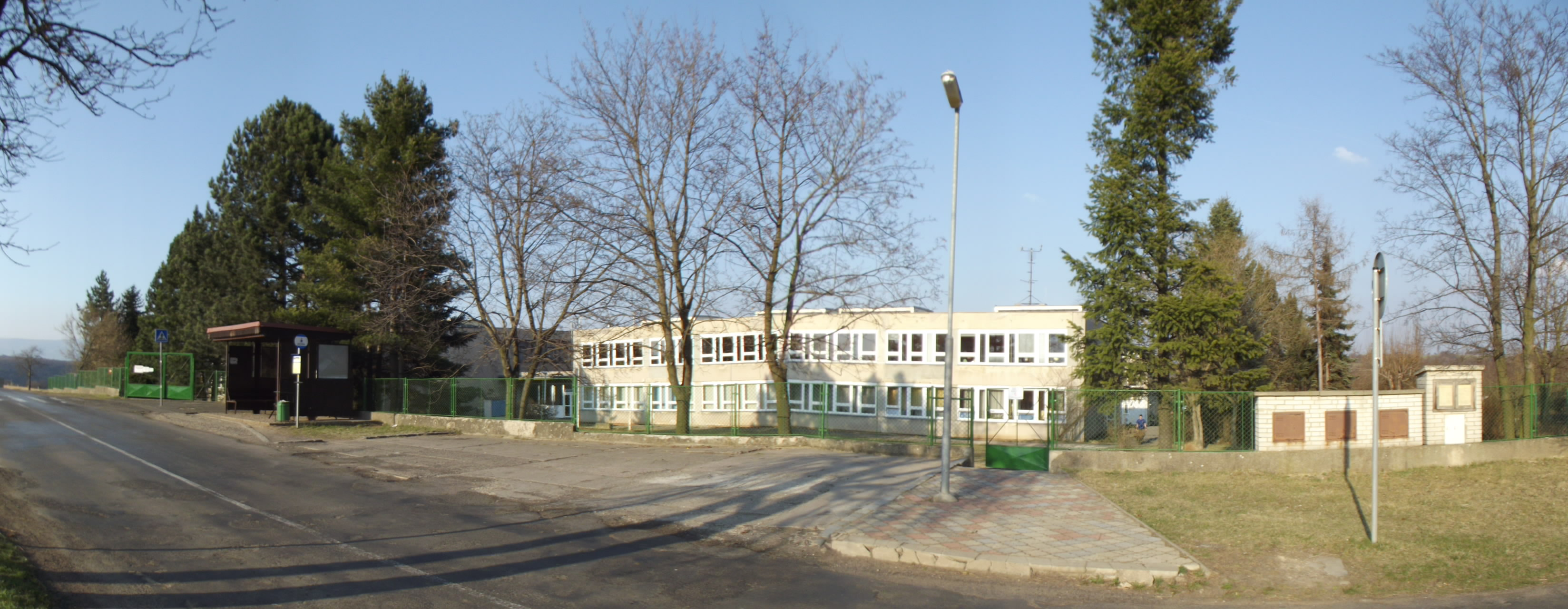
Základní škola v Žalanech